# Berkeley (Califórnia)
Berkeley é uma cidade localizada na costa leste da baía de São Francisco, no estado norte-americano da Califórnia, no condado de Alameda. Foi incorporada em 4 de abril de 1878.
A cidade é lar do campus mais antigo da Universidade da Califórnia (UC), a UC Berkeley, e o Laboratório Nacional Lawrence Berkeley, que é gerenciado e operado pela universidade. Como um grande centro universitário, várias empresas tem escritórios na região. A UC Berkeley é, de longe, o maior empregador da cidade. Também possui a Graduate Theological Union, uma das maiores instituições de estudos religiosos do mundo. Berkeley é considerada uma das cidades mais progressistas socialmente nos Estados Unidos.

## Geografia
De acordo com o United States Census Bureau, a cidade tem uma área de 45,7 km², dos quais 27 km² estão cobertos por terra e 18,7 km² por água.
Ao sul, localizam-se as cidades de Oakland e Emeryville. Ao norte, a cidade de Albany e a comunidade de Kensington.

## Demografia
Segundo o censo nacional de 2020, a sua população é de 124 mil e sua densidade populacional é de 4 601,36 hab/km², o que a torna a cidade mais densamente povoada do condado de Alameda. Possui 49 454 residências, que resulta em uma densidade de 1 823,7 residências/km².

## Artes e cultura

### Eventos anuais
- Festival de Música Judia – Março
- Dia de Vistia Universidade da Califórnia, Berkeley – Abril
- Festival de Artes de Berkeley – Abril e Maio
- Feira Hilayan – Maio
- Festival de Pipas de Berkeley – Última semana de julho
- How Berkeley Can You Be?(Quão Berkeley você pode ser?) Parada e Festival – Setembro
- Solano Stroll – Setembro

## Política

### Prefeitos
- Abel Whitton (Partido dos Trabalhadores (Workingman's Party)) 1878–1881
- A. McKinstry 1881–1883
- W.C. Wright (Republicano) 1883–1885
- J.B. Henley 1885–1887
- Henry L. Whitney 1887–1889
- Samuel Heywood/ Samuel Heywood / Joseph L. Scotchler (Republican) 1889–1891
- Reuben Rickard (Republicano) 1891–1893
- Byron E. Underwood/ Martin J. Acton/ Charles S. Preble 1893–1895
- Reuben Rickard (Republicano) 1895
- John W. Richards 1895–1899
- William H. Marston 1899–1903
- Thomas Rickard (Republicano) 1903–190
- Beverly L. Hodghead (Democrata) 1909–1911
- Jackson Stitt Wilson (Socialista) 1911–1913
- Charles D. Heywood (Republicano) 1913–1915
- Samuel C. Irving (Democrata) 1915–1919
- Louis Bartlett (Republicano) 1919–1923
- Frank D. Stringham (Republicano) 1923–1927
- Michael B. Driver (Republicano) 1927–1930
- Thomas E. Caldecott (Republicano) 1930–1932
- Edward N. Ament (Republicano) 1932–1939
- Frank S. Gaines (Republicano) 1939–1943
- Fitch Robertson (Republicano) 1943–1946
- Carrie L. Hoyt (Republicano) 1947 (Janeiro-Abril)
- Laurance L. Cross (Democrata) 1947–1955
- Claude B. Hutchison (Republicano) 1955–1963
- Wallace Johnson (Republicano) 1963–1971
- Warren Widener (Democrata) 1971–1979
- Gus Newport, (Berkeley Citizens Action) 1979–1986
- Loni Hancock, (Berkeley Citizens Action) 1986–1994
- Jeffrey Shattuck Leiter, 1994 (Março-Dezembro)
- Shirley Dean, (Clube Democrata de Berkeley (Berkeley Democrat Club)) 1994–2002
- Tom Bates, 2002–2016
- Jesse Arreguín, 2017-

### Cidades irmãs
Berkeley tem treze cidades-irmãs:
- Gao, Mali
- Dmitrov, Rússia
- Blackfeet Nation, Califórnia, Estados Unidos
- Jena, Alemanha
- Ulan-Ude, Buryatia, Rússia
- Yurok Tribe, Califórnia, Estados Unidos
- Uma-Bawang, Malásia
- Sakai, Osaka, Japão
- San Antonio Los Ranchos, El Salvador
- Oukasie, África do Sul
- Yondó, Colômbia
- Palma Soriano, Cuba
- León, Nicaragua

## Marcos históricos
A relação a seguir lista as 63 entradas do Registro Nacional de Lugares Históricos em Berkeley. O primeiro marco foi designado em 15 de outubro de 1966 e o mais recente em 8 de janeiro de 2014. Aqueles marcados com ‡ também são um Marco Histórico Nacional.
- Anna Head School for Girls
- Berkeley Day Nursery
- Berkeley High School Campus Historic District
- Berkeley Hillside Club
- Berkeley Historic Civic Center District
- Berkeley Public Library
- Berkeley Women's City Club
- Boone's University School
- Bowles Hall
- California Hall
- California Memorial Stadium
- Chamber of Commerce Building
- Church of the Good Shepherd-Episcopal
- City Hall
- Cloyne Court Hotel
- College Women's Club
- Corder Building
- Cowell Memorial Hospital
- Doe Memorial Library
- Donald and Helen Olsen House
- Drawing Building
- Durant Hall
- Faculty Club
- First Church of Christ, Scientist‡
- First Unitarian Church
- Founders' Rock
- Fox Court
- Garfield Intermediate School
- George C. Edwards Stadium
- Giannini Hall
- Girton Hall
- Golden Sheaf Bakery
- Haviland Hall
- Hearst Greek Theatre
- Hearst Gymnasium for Women
- Hearst Memorial Mining Building
- Hershell-Spillman Merry-Go-Round
- Hilgard Hall
- Hillside School
- LeConte Hall
- Loring House
- Masonic Temple
- North Gate Hall
- Panoramic Hill
- Phi Delta Theta Chapter House
- Room 307, Gilman Hall, University of California‡
- Sather Gate and Bridge
- Sather Tower
- Senior Hall
- South Berkeley Community Church
- South Hall
- St. John's Presbyterian Church
- State Asylum for the Deaf,Dumb and Blind
- Studio Building
- Toverii Tuppa
- Tupper and Reed Building
- U.S. Post Office
- University Art Museum
- University House
- Wellman Hall
- Weston Havens House
- Wheeler Hall
- William R. Thorsen House